# Actinodaphne spathulifolia
Actinodaphne spathulifolia är en lagerväxtart som beskrevs av S.Julia. Actinodaphne spathulifolia ingår i släktet Actinodaphne och familjen lagerväxter. Inga underarter finns listade i Catalogue of Life.